# Angulomastacator
Angulomastacator là một chi khủng long, được J. R. Wagner & Lehman mô tả khoa học năm 2009.